# Endrosa melanomos
Endrosa melanomos är en fjärilsart som beskrevs av František Antonín Nickerl 1845. Endrosa melanomos ingår i släktet Endrosa och familjen björnspinnare. Inga underarter finns listade i Catalogue of Life.